# 三浦佑之
三浦 佑之（みうら すけゆき、1946年〈昭和21年〉8月21日 - ）は、日本の日本文学者。専門は、古代文学・伝承文学。千葉大学名誉教授。

## 人物
三重県美杉村（現津市）出身。三重県立津高等学校卒業、成城大学文芸学部卒業。同大学院博士後期課程単位取得退学。
共立女子短期大学、千葉大学教授を経て、立正大学文学部文学科（日本語日本文学専攻コース）教授。2013年4月より同大大学院文学研究科長。2017年3月に同大を定年退職。
もともとは近代文学を専攻しようと思っていたが、成城大学在学中、万葉学者中西進のヤマトタケルの講義を聞いて感銘を受け、中西進に師事し古代文学を専攻した。吉本隆明『共同幻想論』の影響もあり『古事記』や『遠野物語』の民俗学的研究にも関心をもつ。2002年に出版した『口語訳 古事記』がベストセラーになった。上代文学（民俗学関係も扱う）関連で多くの著作がある。出雲神話や出雲王朝について数々の書籍で言及している。また、福岡県の志賀島で出土したとされるいわゆる「金印」は江戸時代に制作された偽造印であるとの立場をとっている。
直木賞小説家・三浦しをんの父である。

## 受賞歴
- 1988年（昭和63年）6月、『村落伝承論』で第5回上代文学会賞を受賞。
- 2003年（平成15年）12月、『口語訳 古事記』で第1回角川財団学芸賞を受賞。
- 2013年（平成25年）11月、『古事記を読みなおす』で第1回古代歴史文化賞みやざき賞を受賞。
- 2014年（平成26年）3月、立正大学蘊奥本賞を受賞

## 著作

### 単著
- 『村落伝承論』五柳書院、1987年 / 増補版『村落伝承論 『遠野物語』から』青土社、2014年
- 『浦島太郎の文学史－恋愛小説の発生』五柳書院、1989年
- 『古代叙事伝承の研究』勉誠社、1992年
- 『昔話にみる悪と欲望』新曜社、1992年 / 増補版『昔話にみる悪と欲望 継子・少年英雄・隣のじい』青土社、2015年
- 『万葉びとの「家族」誌』講談社選書メチエ、1996年 / 『平城京の家族たち ゆらぐ親子の絆』角川ソフィア文庫、2010年
- 『神話と歴史叙述』若草書房、1998年 / 改訂版 講談社学術文庫、2020年
- 『口語訳 古事記 完全版』文藝春秋、2002年 / 文春文庫〈神代篇〉〈人代篇〉、各・2006年
- 『古事記講義』文藝春秋、2003年 / 文春文庫、2007年
- 『日本古代文学入門』幻冬舎、2006年 / 増補版 角川ソフィア文庫、2021年9月
- 『金印偽造事件 「漢委奴國王」のまぼろし』幻冬舎新書、2006年
- 『古事記のひみつ 歴史書の成立』吉川弘文館〈歴史文化ライブラリー〉、2007年
- 『古事記を旅する』文藝春秋、2007年 / 文春文庫、2011年
- 『日本霊異記の世界 説話の森を歩く』角川選書、2010年 / 角川ソフィア文庫、2024年8月
- 『古事記を読みなおす』筑摩書房〈ちくま新書〉、2010年
- 『あらすじで読み解く古事記神話』文藝春秋、2012年 / 『古事記神話入門』文春文庫、2019年
- 『古代研究 列島の神話・文化・言語』青土社、2012年
- 『古事記 NHK「100分de名著」ブックス』NHK出版、2014年
- 『風土記の世界』岩波新書、2016年
- 『古事記・再発見。神話に隠された神々の痕跡』KADOKAWA、2016年 / 『古事記の神々』角川ソフィア文庫、2020年8月
- 『古事記学者［コジオタ］ノート』青土社、2017年
- 『出雲神話論』講談社、2019年
- 『読み解き古事記　神話篇』朝日新書、2020年
- 『「海の民」の日本神話』新潮選書、2021年9月
- 『風土記博物誌　神、くらし、自然』岩波書店、2022年10月
- 『口語訳　日本霊異記』KADOKAWA、2024年11月

### テキスト
- ＮＨＫラジオ2『カルチャーラジオ文学の世界　古事記への招待』ＮＨＫ出版、2010年1月
- ＮＨＫテレビ『100分de名著　古事記　歴史は一つではない』ＮＨＫ出版、2013年9月
- ＮＨＫラジオ２『こころをよむ『古事記』神話から読む古代人の心』ＮＨＫ出版、2023年1月

### 編著
- 『古事記を読む』吉川弘文館、2008年
- 『古事記研究集成』全6巻、クレス出版、2011年
- 『現代思想 総特集 出雲 古事記、風土記、遷宮…よみがえる神話世界』青土社、2013年11月。責任編集

## 共著
- 赤坂憲雄と 『遠野物語へようこそ』（ちくまプリマー新書、2010年1月）
- 茨木啓子と 『子どもに語る日本の神話』（こぐま社、2013年10月）
- 赤坂憲雄と 『列島語り』（青土社、2017年5月）
- 手塚治虫と 『手塚治虫の歴史教室』（いそっぷ社、2024年１月）

### 共編
- 『古代文学講座』全12巻（古橋信孝・森朝男共編）勉誠社、1993～1998年
- 『柳田國男事典』（野村純一・宮田登・吉川祐子共編）勉誠出版、1998年7月
- 『日本説話小事典』（野村純一・藤島秀隆・高木史人共編）大修館書店、2002年4月
- 『シリーズいくつもの日本』全7巻（赤坂憲雄・中村生雄・原田信男共編）岩波書店、2002～2003年